# Jashaun St. John
Jashaun St. John (Bennett, 8 de agosto de 2001) es una actriz estadounidense de origen lakota, conocida por protagonizar la cinta Songs My Brothers Taught Me (2015), de la galardonada directora Chloé Zhao.

## Biografía
Nació en la Reserva Pine Ridge , Dakota del Sur. Saltó a la fama en el año 2015 cuándo interpretó a Jashaun Winters en Songs My Brothers Taught Me, ópera prima de la galardonada directora china, Chloé Zhao y producida por el actor Forest Whitaker. Su actuación le valió fama nacional, sobre todo en la comunidad amerindia. Gracias a su trabajo fue incluida en la película de 2019 The Short History Of The Long Road junto a Danny Trejo. En 2021 vuelve al cine nuevamente de la mano de Chloé Zhao en Eternals, cinta producida por Marvel Studios y con un papel aún desconocido.

## Filmografía
| Año  | Título                             | Papel           | Notas |
| ---- | ---------------------------------- | --------------- | ----- |
| 2015 | Songs My Brothers Taught Me        | Jashaun Winters | Debut |
| 2019 | The Short History of the Long Road | Blue            |       |
| 2021 | Eternals                           | ?               |       |